# San Marino nos Jogos Olímpicos de Verão da Juventude de 2010
San Marino participou dos Jogos Olímpicos de Verão da Juventude de 2010 em Cingapura. Sua delegação foi composta de quatro atletas que competiram cada um em um esporte.

## Judô
| Evento              | Atleta          | 1ª rodada                     | 1ª rodada repescagem | 2ª rodada repescagem              | 3ª rodada repescagem | Semifinais repescagem | Final repescagem A | Disputa pelo bronze A | Pos. final |
| ------------------- | --------------- | ----------------------------- | -------------------- | --------------------------------- | -------------------- | --------------------- | ------------------ | --------------------- | ---------- |
| Até 66 kg masculino | Paolo Persoglia | ARM Davit Ghazaryan D 000-110 | Sem oponente         | IRI Farshid Ghasemi Asl D 000-101 | Não avançou          | Não avançou           | Não avançou        | Não avançou           | --         |

| Evento         | Atleta                                               | 1ª rodada    | 2ª rodada              | Semifinais  | Final       | Pos. final |
| -------------- | ---------------------------------------------------- | ------------ | ---------------------- | ----------- | ----------- | ---------- |
| Equipes mistas | Paolo Persoglia (como integrante da equipe Hamilton) | Sem oponente | ZZX Equipe Cairo D 4-4 | Não avançou | Não avançou | 5º         |

## Tênis de mesa
| Atleta         | Evento           | 1ª fase | 1ª fase | 1ª fase | 2ª fase consolação | 2ª fase consolação                                                                                            | 2ª fase consolação | Pos. final |
| Atleta         | Evento           | Grupo   | Confrontos | Pos.    | Grupo              | Confrontos | Pos.               | Pos. final |
| -------------- | ---------------- | ------- | --- | ------- | ------------------ | --- | ------------------ | ---------- |
| Letizia Giardi | Simples feminino | E       | NED Britt Eerland D 0-3 (3-15, 6-11, 2-11) BLR Katsiaryna Baravok D 0-3 (5-11, 9-11, 5-11) ROM Bernadette Szocs D 0-3 (4-11, 5-11, 3-11) | 4º      | HH                 | PUR Carelyn Cordero D 0-3 (7-11, 4-11, 9-11) ALG Islem Laid V WO GBR Alice Loveridge D 0-3 (6-11, 5-11, 8-11) | 3º                 | --         |

| Atleta                                                          | Evento         | 1ª fase | 1ª fase                                                                                                  | 1ª fase | Torneio de consolação      | Torneio de consolação      | Pos. final |
| Atleta                                                          | Evento         | Grupo   | Confrontos                                                                                               | Pos.    | 1ª rodada                  | 2ª rodada                  | Pos. final |
| --------------------------------------------------------------- | -------------- | ------- | --- | ------- | -------------------------- | -------------------------- | ---------- |
| Letizia Giardi e MAW Patrick Massah (Equipe Intercontinental 4) | Equipes mistas | B       | HUN Hungria D 0-3 (0-3, 0-3, 0-3) KOR Coreia do Sul D 0-3 (0-3, 0-3, 0-3) Europa 5 D 0-3 (1-3, 0-3, 0-3) | 4º      | NED Países Baixos V 2-0 WO | IND Índia D 0-2 (0-3, 0-3) | 21º        |

## Tiro
| Evento                       | Atleta           | Qualificação | Qualificação | Qualificação | Qualificação | Qualificação | Qualificação | Qualificação | Qualificação | Final       | Final       | Final       | Final       | Final       | Final       | Final       | Final       | Final       | Final       | Final       | Final       | Final       |
| Evento                       | Atleta           | 1            | 2            | 3            | 4            | 5            | 6            | Total        | Pos.         | 1           | 2           | 3           | 4           | 5           | 6           | 7           | 8           | 9           | 10          | Total final | Total       | Pos. final  |
| ---------------------------- | ---------------- | ------------ | ------------ | ------------ | ------------ | ------------ | ------------ | ------------ | ------------ | ----------- | ----------- | ----------- | ----------- | ----------- | ----------- | ----------- | ----------- | ----------- | ----------- | ----------- | ----------- | ----------- |
| Pistola de ar 10 m masculino | Elia Andruccioli | 95           | 90           | 91           | 92           | 95           | 91           | 554          | 16º          | Não avançou | Não avançou | Não avançou | Não avançou | Não avançou | Não avançou | Não avançou | Não avançou | Não avançou | Não avançou | Não avançou | Não avançou | Não avançou |

## Vela
| Atleta            | Evento            | Regata | Regata | Regata | Regata | Regata | Regata | Regata | Regata | Regata | Regata | Regata | Regata | Pontos | Posição |
| Atleta            | Evento            | 1      | 2      | 3      | 4      | 5      | 6      | 7      | 8      | 9      | 10     | 11     | M      | Pontos | Posição |
| ----------------- | ----------------- | ------ | ------ | ------ | ------ | ------ | ------ | ------ | ------ | ------ | ------ | ------ | ------ | ------ | ------- |
| Matilde Simonsini | Byte CII feminino | 16     | 27     | 15     | 27     | 20     | 23     | 31     | 23     | 26     | 21     | 23     | DNC    | 227    | 26º     |

Notas:
- M - Regata da Medalha
- OCS – On the Course Side of the starting line
- DSQ – Disqualified (Desclassificado)
- DNF – Did Not Finish (Não completou)
- DNS – Did Not Start (Não largou)
- BFD – Black Flag Disqualification (Desclassificado por bandeira preta)
- RAF – Retired after Finishing (Aposentou-se após completar a prova)